# Eero Hyvärinen (motociclista)
Eero "Iekki" Hyvärinen (16 de septiembre de 1954) es un expiloto de motociclismo finlandés, que disputó el  Campeonato del Mundo de Motociclismo entre 1973 y 1986.

## Biografía
Hyvärinen debutó en el Mundial en 1973 y estuvo once temporadas como piloto privado. Su mejor clasificación fue en 1982 donde acabó en 19.º lugar, gracias especialmente a la cuarta posición conseguida en el Gran Premio de Finlandia de 350 c.c.. También ganó el Campeonato Europeo en el año 1984 en la categoría de 500cc.
Sus actuaciones más destcadas, sin embargo, están en el Campeonato Europeo de Motociclismo. En 1983, correrá la categoría 500 cc con una Suzuki RG, donde consigue una victoria una victoria en España y un sexto lugar en Inglaterra para cerrar este campeonato europeo en el noveno lugar. La temporada siguiente consigue cinco podios (España, Suecia, Francia, Finlandia y Holanda) y en 1986, conseguirá una victoria en Finlandia y acaba en la quinta posición de la clasificación.

## Resultados en el Campeonato del Mundo
Sistema de puntuación desde 1969 hasta 1987:
| Posición | 1.º | 2.º | 3.º | 4.º | 5.º | 6.º | 7.º | 8.º | 9.º | 10.º |
| Puntos   | 15  | 12  | 10  | 8   | 6   | 5   | 4   | 3   | 2   | 1    |

### Carreras por año
(Carreras en Negrita indica pole position, Carreras en cursiva indica vuelta rápida)
| Año     | Clase | Equipo       | Moto    | 1       | 2       | 3       | 4       | 5       | 6       | 7       | 8        | 9       | 10      | 11      | 12      | 13      | Pts. | Pos. |
| ------- | ----- | ------------ | ------- | ------- | ------- | ------- | ------- | ------- | ------- | ------- | -------- | ------- | ------- | ------- | ------- | ------- | ---- | ---- |
| 1973    | 250cc | Yamaha       | FRA -   | AUT -   | GER -   |         | IOM -   | YUG -   | NED -   | BEL -   | CZE -    | SWE -   | FIN 12  | ESP -   |         |         | 0    | -    |
| 1974    | 250cc | Yamaha       |         | GER -   |         | NAT -   | IOM -   | NED -   | BEL -   | SWE 15  | FIN 13   | CZE -   | YUG -   | ESP 11  |         |         | 0    | -    |
| 1975    | 250cc | Yamaha       | FRA -   | ESP -   |         | GER -   | NAT -   | IOM -   | NED 4   | BEL 4   | SWE -    | FIN 16  | CZE -   | YUG -   |         |         | 0    | -    |
| 1975    | 350cc | Yamaha       | FRA DNQ | ESP -   | AUT -   | GER -   | NAT -   | IOM -   | NED -   |         |          | FIN Ret | CZE -   | YUG -   |         |         | 0    | -    |
| 1976    | 250cc | Yamaha       | FRA -   |         | NAT 10  | YUG 11  | IOM -   | NED -   | BEL -   | SWE -   | FIN -    | CZE -   | GER -   | ESP -   |         |         | 1    | 35.º |
| 1976    | 350cc | Yamaha       | FRA DNQ |         | NAT -   | YUG -   | IOM -   | NED -   |         | SWE -   | FIN Ret  | CZE -   | GER -   | ESP -   |         |         | 0    | -    |
| 1977    | 250cc | Yamaha       | VEN -   |         | GER -   | NAT -   | ESP -   | FRA 9   | YUG Ret | NED -   | BEL -    | SWE 10  | FIN 16  | CZE Ret | GBR -   |         | 3    | 30.º |
| 1977    | 350cc | Yamaha       | VEN -   |         | GER -   | NAT -   | ESP -   | FRA 5   | YUG -   | NED -   |          | SWE 15  | FIN 9   | CZE Ret | GBR 9   |         | 10   | 22.º |
| 1978    | 250cc | Yamaha       | VEN -   | ESP 18  | -       | FRA Ret | NAT -   | NED 11  | BEL 18  | SWE 11  | FIN Ret  | GBR Ret | GER 26  | CZE 24  | YUG 10  |         | 1    | 28.º |
| 1978    | 350cc | Yamaha       | VEN -   |         | AUT DNQ | FRA 19  | NAT -   | NED 12  |         | SWE 14  | FIN 10   | GBR Ret | GER Ret | CZE -   | YUG -   |         | 1    | 27.º |
| 1979    | 250cc | Yamaha       | VEN -   |         | GER 22  | NAT -   | ESP -   | YUG -   | NED -   | BEL DNS | SWE 10   | FIN Ret | GBR 11  | CZE Ret | FRA Ret |         | 1    | 34.º |
| 1979    | 350cc | Yamaha       | VEN -   | AUT 10  | GER Ret | NAT DNQ | ESP 9   | YUG 13  | NED Ret |         |          | FIN Ret | GBR 16  | CZE Ret | FRA Ret |         | 3    | 32.º |
| 1980    | 250cc | Yamaha       | NAT 9   | ESP 19  | FRA DNQ | YUG 16  | NED 6   | BEL 10  | FIN 11  | GBR Ret | CZE 17   | GER Ret |         |         |         |         | 8    | 19.º |
| 1980    | 350cc | Motul-Yamaha | NAT -   |         | FRA DNQ |         | NED -   |         |         | GBR 14  | CZE 13   | GER 15  |         |         |         |         | 0    | -    |
| 1981    | 250cc | Yamaha       | ARG -   |         | GER -   | NAT -   | FRA DNQ | ESP -   |         | NED -   | BEL 17   | RSM 20  | GBR Ret | FIN 5   | SWE 13  | CZE 24  | 6    | 23.º |
| 1981    | 350cc | Yamaha       | ARG -   | AUT 14  | GER -   | NAT -   |         |         | YUG -   | NED 15  |          |         | GBR 15  |         |         | CZE Ret | 0    | -    |
| 1982    | 250cc | Yamaha       |         |         | FRA 12  | ESP Ret | NAT -   | NED Ret | BEL -   | YUG -   | GBR 27   | SWE 18  | FIN 11  | CZE 17  | RSM Ret | GER -   | 0    | -    |
| 1982    | 350cc | Yamaha       | ARG -   | AUT -   | FRA -   |         | NAT -   | NED -   |         |         | GBR 19   |         | FIN 4   | CZE Ret |         | GER -   | 8    | 19.º |
| 1983    | 500cc | Suzuki       | RSA -   | FRA Ret | NAT -   | GER -   | ESP -   | AUT -   | YUG 19  | NED 15  | BEL 13   | GBR -   | SWE -   | RSM -   |         |         | 0    | -    |
| 1984    | 500cc | Suzuki       | RSA -   | NAT Ret | ESP -   | AUT -   | GER -   | FRA Ret | YUG -   | NED 10  | BEL 17   | GBR DNS | SWE 10  | RSM 13  |         |         | 2    | 26.º |
| 1985    | 500cc | Honda        | RSA -   | ESP 15  | GER 16  | NAT Ret | AUT 11  | YUG 13  | NED Ret | BEL 19  | FRA >Ret | GBR Ret | SWE 11  | RSM 18  |         |         | 0    | -    |
| 1986    | 500cc | Honda        | SPA -   | NAT DNQ | GER Ret | AUT 21  | YUG 14  | NED 19  | BEL Ret | FRA -   | GBR -    | SWE 19  | RSM 22  |         |         |         | 0    | -    |
| Fuente: |       |              |         |         |         |         |         |         |         |         |          |         |         |         |         |         |      |      |